# 837
Cette page concerne l'année 837  du calendrier julien. Pour l'année 837 av. J.-C., voir 837 av. J.-C.
L'année 837 est une année commune qui commence un lundi.

## Événements
- 21 janvier[1] : Jean Morocharzianos devient patriarche de Constantinople.
- 28 février : passage de la comète de Halley (magnitude maximum le 10 avril)[2].
- Juin[3] : expédition normande en Frise. Les Danois pillent l’île de Walcheren, à l’embouchure de l'Escaut, mais sont mis en fuite par les forces de Louis le Pieux (838). Lothaire doit abandonner l’île de Walcheren (Frise), aux frères Rorik et Haraldr Klakk (837 ou 838, 841 selon d’autres sources).
- 29 juin : déposition du doge Giovanni Ier Participazio. Pietro Tradonico est élu doge de Venise[4].
- Octobre[5] : Louis le Pieux donne à son fils Charles le Chauve un lot de terre entre Seine, Meuse et Frise[6]. Le nouveau partage de l'empire carolingien est confirmé à Aix-la-Chapelle à la fin de l'année en présence de Louis le Germanique et des envoyés de Pépin d'Aquitaine[7].

- Campagne de l'empereur byzantin Théophile en Asie. Il pénètre jusqu'à l'Euphrate, prend et pille Samosate et assiège et détruit Sozopetra, ville où est né le calife Al-Muʿtas̩im[8].
- Début du règne de Eòganán, roi des Pictes (fin en 839)[9].
- Arrivée du chef norvégien Turgeis (Turgesius, Thorgeirr) en Irlande. Ses flottes sont signalées dans la Boyne et la Liffey et ses troupes débarquent à Ath Cliath et à Dubh Linn (Étang Noir), où elles se retranchent. Il aurait été aidé par le roi de Munster[10].
- Les Hongrois atteignent les bouches du Danube[11].
- Les aristocrates aquitains se plaignent à Louis le Pieux de la tyrannie exercée sur eux par Bernard de Septimanie[12].
- En Chine, gravure en creux sur pierre des neuf traités du canon confucéen, permettant d’estamper à volonté le texte[13].